# Трухильо (Касерес)
Трухильо (исп. Trujillo) — город и муниципалитет в Испании, входит в провинцию Касерес в составе автономного сообщества Эстремадура. Муниципалитет находится в составе района (комарки) Трухильо.
Занимает площадь 655 км². Население — 9692 человека (на 2010 год). Расстояние до административного центра провинции — 47 км.

## История
Первое поселение на гранитной горе-батолите, ныне занимаемой городом, возникло еще в доисторические времена. Во времена Древнего Рима населённый пункт был известен как Тургалиум.
После нашествия мавров город стал одним из важнейших их опорных пунктов в регионе. Известно, что в 1186 году кастильцами было предпринято несколько попыток отбить населённый пункт у арабов, однако они окончились неудачей. Мавры были изгнаны из Трухильо только 25 января 1232 года, в годы правления Фердинанда III Кастильского.
Статус города был пожалован Трухильо в 1430 году Хуаном II Кастильским. Город быстро рос, «перерастая» собственные стены. У подножия городской стены появился еврейский квартал. В XVI веке ряд выходцев из Трухильо (см. раздел «Известные жители») стал первопроходцами в деле завоевания Америки; вернувшись на родину, они выстроили величественные дворцы в центре города.
По переписи 1842 года в городе было 6026 жителей и 110 домовладельцев.

## Достопримечательности
Трухильо — важный туристический центр, привлекающий экскурсантов многочисленными памятниками средневековья. На вершине холма, занимаемого городом, высится мавританский замок (Алькасаба), построенный в IX веке, перестроенный в XV веке и восстановленный в XIX веке. Ниже, окружённая лабиринтом старинных улочек, расположена центральная площадь города — Пласа-Майор, окружённая живописными старинными постройками, среди которых выделяется дворец Ла-Конкиста с привлекательной резьбой крыши, символизирующей двенадцать месяцев, а также церковь Святого Мартина Турского. Среди других интересных объектов следует выделить ворота XV века (Арко-де-Сантьяго), церковь Сантьяго (XIII век), дворец Паласио-де-лос-Чавес (XIII—XV века), церковь Санта-Мария-Майор (XIV век), дворец Паласио-Орельяна-Писарро (XV—XVI века).
В фамильном особняке Каса-Мусео-Писарро расположен дом-музей знаменитого конкистадора Писарро, уроженца города; также в Трухильо расположены музей Де-ла-Кориа, посвящённый истории колонизации Америки, музей сыра и вина.

## Население
| Год  | Численность | Численность   |
| ---- | ----------- | ------------- |
| 2001 | 9262        | [ 3 ]         |
| 2002 | 9456        | [ 4 ]         |
| 2003 | 9564        | [ 5 ]         |
| 2004 | 9406        | [ 6 ]         |
| 2005 | 9672        | [ 7 ]         |
| 2006 | 9770        | [ 8 ]         |
| 2007 | 9766        | [ 9 ]         |
| 2008 | 9860        | [ 10 ]        |
| 2009 | 9822        | [ 11 ]        |
| 2010 | 9692        | [ 12 ]        |
| 2011 | 9623        | [ 13 ]        |
| 2012 | 9646        | [ 14 ]        |
| 2013 | 9085        | [ 15 ]        |
| 2014 | 9558        | [ 16 ]        |
| 2015 | 9510        | [ 17 ]        |
| 2016 | 9436        | [ 18 ]        |
| 2017 | 9274        | [ 19 ]        |
| 2018 | 9193        | [ 20 ] [ 21 ] |
| 2019 | 9012        | [ 22 ]        |
| 2020 | 8912        | [ 23 ]        |
| 2021 | 8821        | [ 24 ]        |
| 2022 | 8695        | [ 25 ]        |
| 2023 | 8605        | [ 26 ]        |
| 2024 | 8619        | [ 1 ]         |